# Dordżcegmedijn Altangerel
Dordżcegmedijn Altangerel (mong. Доржцэгмэдийн Алтангэрэл; ur. 7 listopada 1992) – mongolski zapaśnik walczący w stylu wolnym. Zajął szóste miejsce w Pucharze Świata w 2016 roku.